# Turó de Vilanova
El Turó de Vilanova és una muntanya de 1.081 metres que es troba al municipi d'Arbúcies, a la comarca de la Selva.